# Конвой № 7272
Конвой № 7272 — японський конвой часів Другої світової війни, проведення якого відбувалось у вересні — жовтні 1943 року.
Вихідним пунктом конвою був атол Трук (Чуук) у центральній частині Каролінських островів, де до лютого 1944 року була розташована головна база японського ВМФ в Океанії та транспортний хаб, що забезпечував постачання до Рабаула (головна передова база в архіпелазі Бісмарка, з якої провадились операції на Соломонових островах та сході Нової Гвінеї) та Східної Мікронезії. Пунктом призначення став інший важливий транспортний хаб Палау на заході Каролінських островів, через який, зокрема, міг відбуватися зв'язок із нафтовидобувними регіонами Індонезії.
До складу конвою увійшли танкери «Адзума-Мару» (Azuma Maru), «Кумагава-Мару», «Сінкоку-Мару» та флотський танкер «Хаятомо», тоді як охорону забезпечував есмінець «Асанагі».
Загін вийшов із бази 27 вересня 1943 року. На підходах до Труку та Палау традиційно діяли американські підводні човни, утім, цього разу перехід пройшов без інцидентів, і 1 жовтня конвой № 7272 успішно прибув на Палау.
Можливо також відзначити, що невдовзі щонайменше три танкери — «Адзума-Мару», «Кумагава-Мару» та «Хаятомо» — вирушать до нафтовидобувного регіону Борнео.